# Divisie (landmacht)

Grafische voorstelling van een infanteriedivisie op een militaire kaart volgens de NAVO-conventie

Divisie is in de landmacht of landcomponent van een krijgsmacht een organisatie van 10.000 - 25.000 mensen, samengesteld uit 2 - 4 brigades en vaak ook specifieke divisietroepen, waaronder zelfstandige verkenningseenheden en artillerie-afdelingen.
De commandant van een divisie is meestal een generaal-majoor (2-sterrenrang).
Al naargelang de samenstelling maakt men soms verschil tussen pantser- (of tank-) en infanteriedivisies. Pure (voet-) infanterie bestaat vrijwel niet meer, althans niet in Europa en de Verenigde Staten. Meestal zijn infanterie-eenheden gepantserd en gemechaniseerd. Vaker zal dan sprake zijn van een gemechaniseerde divisie. Doorgaans bestaat een divisie uit een mix van tank- en gemechaniseerde brigades.
Sommige luchtmachten gebruiken de term (lucht-)divisie om een organiek verband van meerdere squadrons aan te duiden.

## Nederland
In Nederland telde de Koninklijke Landmacht tijdens de Koude Oorlog 3 divisies, waarvan 2 paraat. Tot 2005 was er nog 1 divisie van 3 gemechaniseerde brigades, de 1e divisie "7 december". Inmiddels is deze divisie opgeheven en zijn de 3 brigades (1 gemechaniseerde, 1 lichte en 1 luchtmobiele) de grootste zelfstandige gevechtseenheden van de Landmacht.
Bij de Koninklijke Marine is een divisie (ook squadron genoemd) een groep van 2 of 3 soortgelijke schepen (fregatten, mijnenjagers).